# Бой при Колуница
Боят при Колуница (известен още като Бой при Цветков гроб) е бой през Сръбско-българската война (1885), който се провежда на 3 ноември 1885 г. между оттеглящите се прикриващи български подразделения и сръбската Моравска дивизия.

## Ход на военните действия
През първия ден от войната, вследствие на силния отпор от страна на българските погранични войски, сръбската Моравска дивизия не успява да изпълни поставената ѝ задача. На 3 ноември дивизията получава задача да настъпи към село Колуница и за завземе височините Цветков гроб, която е единственият път от село Власина до вътрешността на Княжеството.
При Колуница, Изворският отряд, който отбранява позицията, е изградил три реда окопи. Авангардът на Моравската дивизия, който се състои от пет батальона и една планинска батарея, получава заповед да настъпи рано сутринта, с цел да обхвана и двата фланга на българските войски разположение на позицията.
Войските са посрещнати от пушечен огън, но поради численото превъзходство, командира на предната застава подпоручик Пенев издава заповед за оттегляне към село Божица, а по-късно и към село Извор. Втора дружина е изпратена в тила на сръбските войски, настъпващи към Божица. По същото време военни действия се водят и на левия фланг на отряда с войските, настъпващи към село Равна Шиба. Изворският отряд продължава оттеглянето си, което е осигурено от щиковата атака на прикриващата рота. Отрядът отстъпва към Колуница и село Трекляно.
Вследствие на боя при Колуница, сръбската дивизия отново не изпълнява поставената ѝ задача, като забавя планираното настъпление с още един ден.